# Letrero publicitario de Valdivieso
El letrero publicitario de Valdivieso está ubicado en la azotea del edificio ubicado en calle General Bustamante n.º 93, en la Región Metropolitana, en la ciudad de Santiago, y más específicamente, en la comuna de Providencia, Chile. Fue instalado cerca de 1954 y declarado Monumento Nacional de Chile, en la categoría de Monumento Histórico, mediante el Decreto n.º 219, del 31 de mayo de 2010.

## Historia

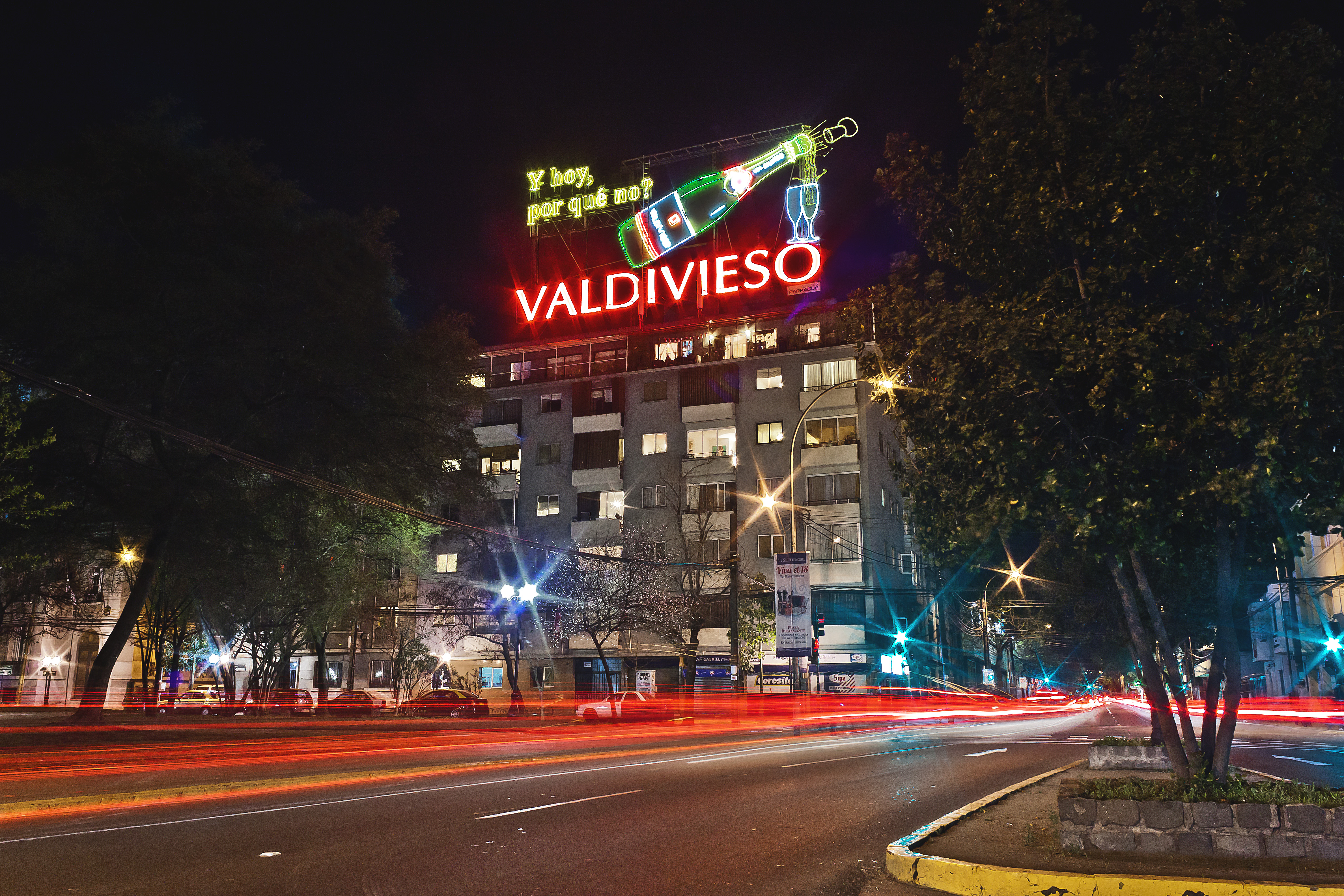
Vista del letrero publicitario de Valdivieso en la noche, desde la calle Rancagua.

La empresa Luminosos Parragué lo fabricó y lo instaló en 1955. Según Claudio Parragué, el gerente general de esta empresa:

«Las empresas querían que se les diera una suerte de magia a sus productos. Por eso utilizamos un sistema mecánico electromagnético que con el tiempo terminó transformando a las
piernas y a la botella de champagne en un clásico.»

El cartel está constituido por tubos de neón que se encienden a las nueve de la noche en el verano y en invierno, a las seis.
El 18 de febrero de 2017 el Consejo de Monumentos Nacionales de Chile (CMN) denunció que el letrero había sido modificado sin su autorización, reemplazando el texto «Y hoy, ¿por qué no?» por «Desde siempre». De acuerdo a la legislación chilena, toda modificación a algún edificio o estructura declarada Monumento Nacional debe ser autorizada por el CMN.